# طاسی

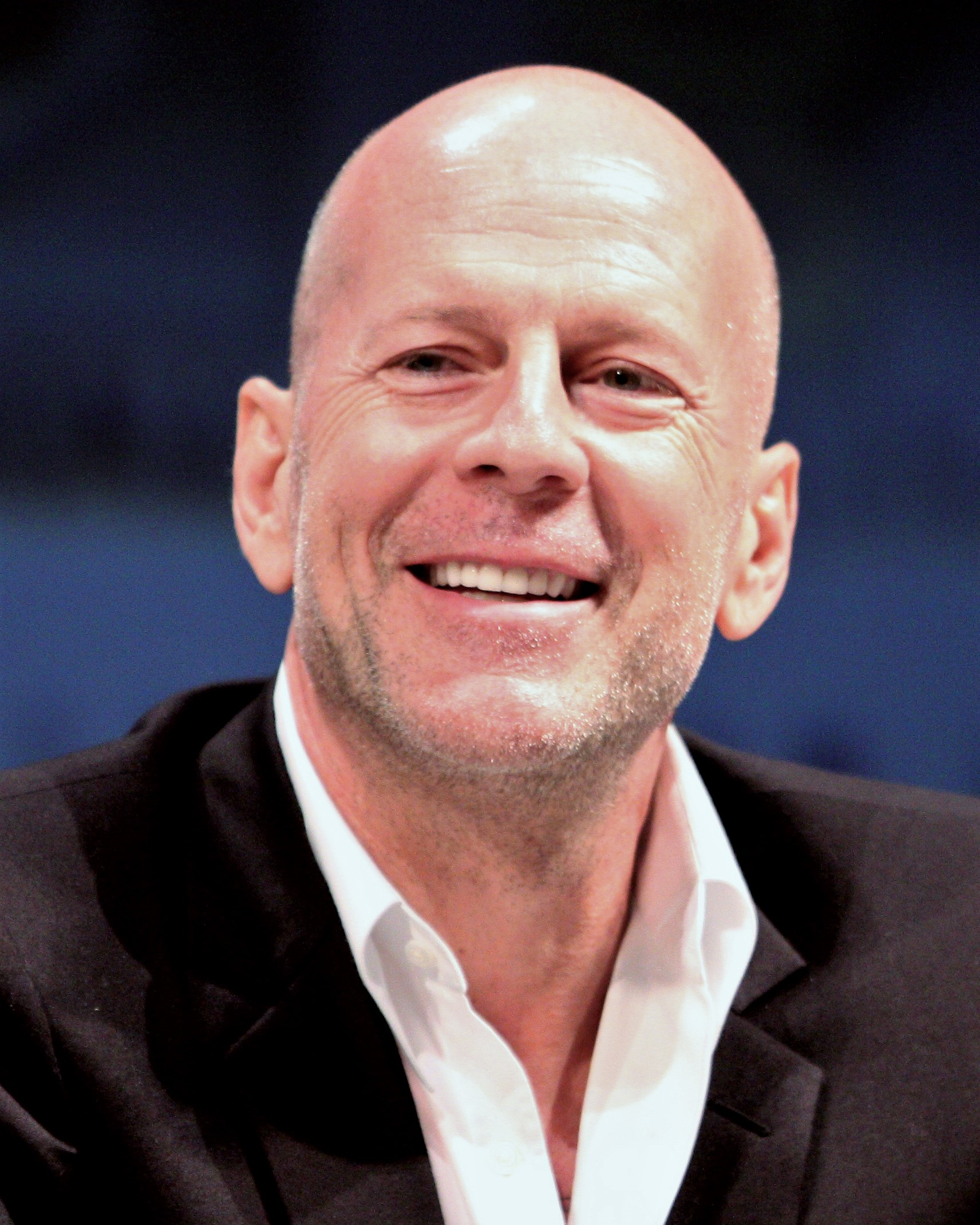
بروس ویلیس

طاسی به وضعیت نداشتن مو یا از دست دادن آن در نواحی ای که مو در آن نواحی اغلب رشد می‌کند گفته می‌شود. شایعترین و معمولترین شکل طاسی، نوعی روند پیشروندهٔ از دست دادن مو می‌باشد که بدان آلوپسی آندروژنیک یا طاسی، با الگوی مردانه گفته می‌شود و در انسان بالغ با جنسیت نر و همین‌طور در جنس دیگر انسان رخ می‌دهد.
میزان طاسی تا الگوهای ریزش مو در این حالت، می‌توانند تا حد زیادی متفاوت باشند، و انواع گوناگونی را از طاسی با الگوی مردانه و زنانه (که آلوپسی آندروژنیک، آلوپسی آندروژنتیک، و آلوپسی آندروژنتیکا نیز نامیده می‌شود و در فارسی می‌توان آن را به طاسی وابسته به هورمون مردانه یا کچلی آندروژنیک نیز ترجمه کرد) گرفته، تا مواردی همچون طاسی منطقه‌ای یا همان آلوپسی آره آتا، که شامل از دست دادن منطقه‌ای مو در برخی از نواحی سر یا بدن است و همین‌طور طاسی کامل یا همان آلوپسی توتالیس، که به از دست دادن تمامی موی سر به‌طور کامل گفته می‌گردد، و نیز ریزش مو یا طاسی سرتاسری یا همان آلوپسی یونیورسالیس، که شامل از دست دادن تمام موهای سر و بدن می‌باشد را در بر می‌گیرد.

## طاسی مردانه
آلوپسی آندروژنیک مردانه یا طاسی مردانه ریزش مو تیپ مردانه را نمی‌توان یک بیماری محسوب نمود. این وضعیت به‌طور معمول در مردانی که از نظر ژنتیکی مستعد این وضعیت هستند اتفاق می‌افتد و در واقع نوعی پاسخ فیزیولوژیک بدن آن‌ها به آندروژن‌ها یا همان هورمون‌های مردانه می‌باشد.
موهای ناحیه سر در انسان با وجودیکه رشد غیر وابسته به هورمون جنسی مردانه (آندروژن) دارند، امّا دارای گیرندهٔ خاص هورمون‌های جنسی می‌باشند و به همین دلیل این هورمون‌ها می‌توانند بر ریزش مو مؤثر باشند. در مردان بخش‌های فرونتوتمپورال یعنی نواحی جلو و اطراف و مرکز سر دارای گیرنده هورمونی هستند امّا در زنان تمام موهای ناحیه سر دارای گیرنده آندروژنی می‌باشند. به همین دلیل در مردان اول ناحیه جلوی سر کاهش مو داریم و بعد ناحیه مرکزی و سپس این دو ناحیه بهم می‌رسند.
برای درمان الوپسی مردانه از مینوکسیدیل موضعی و روش‌های جراحی مختلف می‌توان سود برد. بهترین کاندیداهای درمان با مینوکسیدیل مردان با سن کمتر از ۳۰ سال هستند که کمتر از ۵ سال است دچار ریزش مو شده‌اند.

## طاسی زنانه

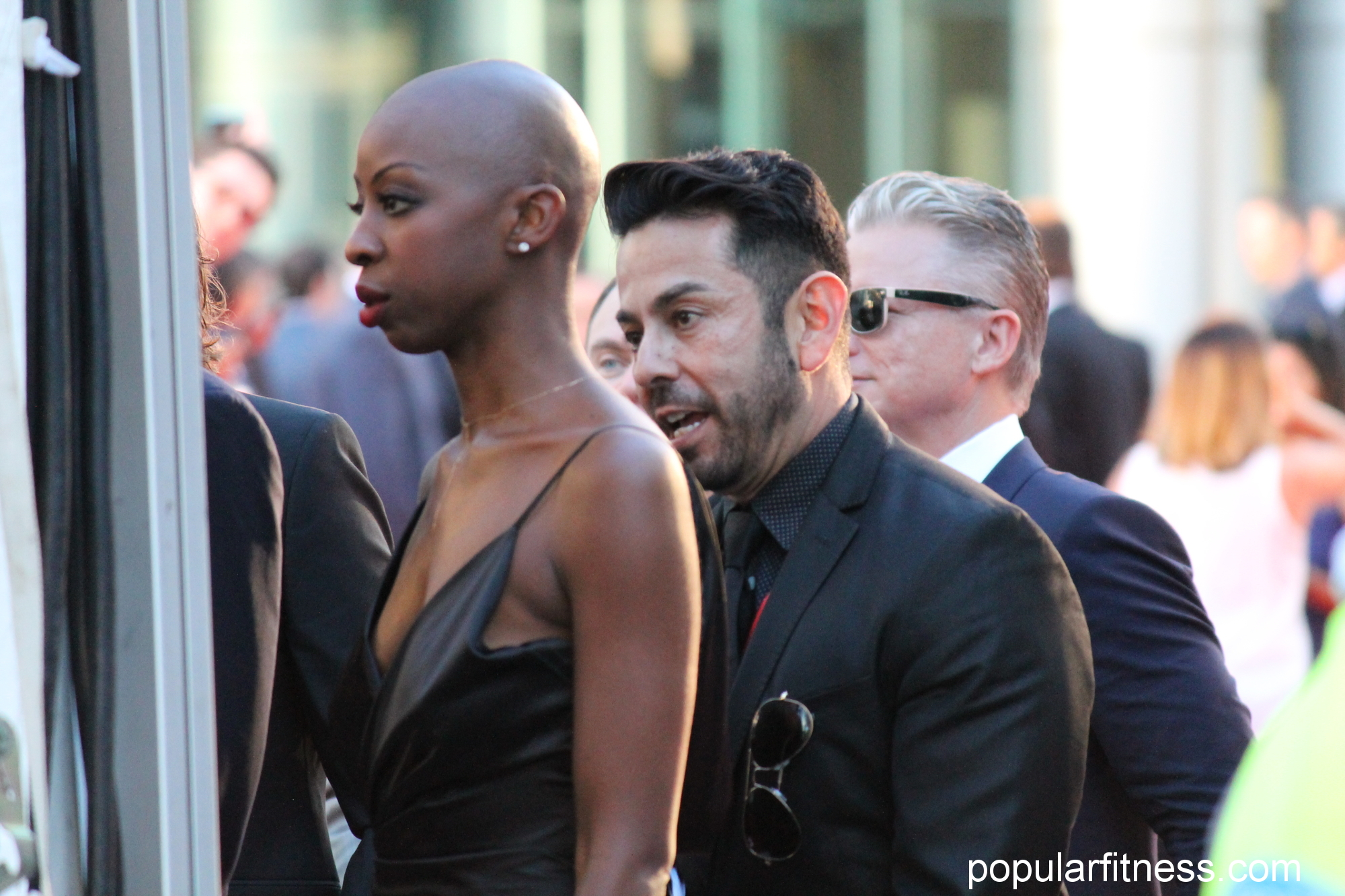
زنی سیاه‌پوست کچل

آلوپسی آندروژنیک زنانه یا طاسی زنانه را گاهی آلوپسی آندروژنیک آدرنال زنانه هم می‌خوانند، چرا که در برخی از این زنان سطح سرمی دهیدرواپی آندروسترون سولفات (DHEAS) که نوعی آندروژن غده فوق کلیه (آدرنال) است، بالا می‌باشد. در این زنان طرح مشخصی از آلوپسی مرکزی اسکالپ بدون فرورفتگی فرونتوتمپورال پدید می‌آید
ولی در زنان کاهش مو در تمام سر به‌طور یکسان پدید می‌آید و زنان مانند مردان دچار طاسی سر نمی‌شوند.

## آلوپسی آره آتا

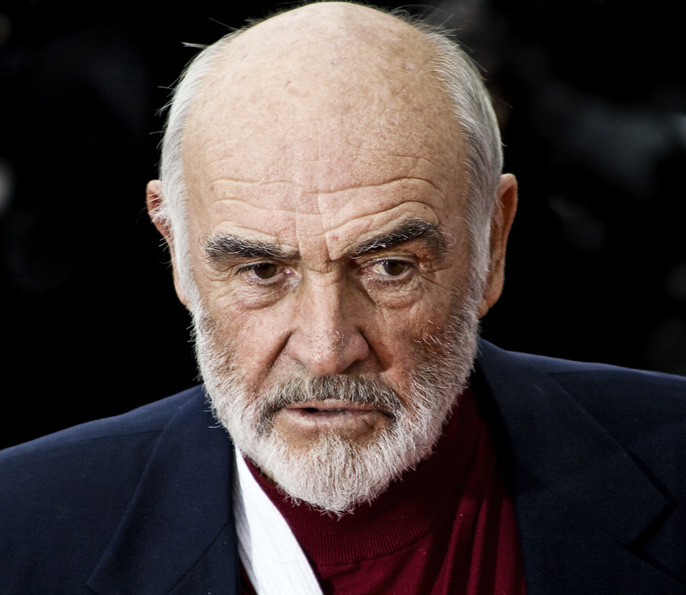
شون کانری

آلوپسی آره آتا یا طاسی منطقه‌ای بیماری است که با آغاز سریع ریزش مو در یک منطقه کاملاً مشخص و معمولاً مدور تشخیص داده می‌شود. اکثریت بیماران زیر ۶۰ سال سن دارند و هیچ یافته دیگری به همراه ندارند. علت این بیماری می‌تواند اختلالات سیستم ایمنی مانند کم خونی ایمنی، التهاب تیروئید، دیابت و… باشد.
مبتلایان به طاسی منطقه‌ای در یک سوم موارد خودبخود بهبود می‌یابند و نیازی به درمان ندارند ولی در موارد شدید می‌توان از داروهای کورتون (موضعی یا تزریق داخل جلدی)، ماینوکسیدیل، پووا تراپی و… استفاده کرد.
کورتون موضعی مانند تریامسینولون را نباید به مقدار زیاد استفاده کرد چون کاهش بافت پوست و آتروفی آن را بدنبال دارد. اگر مناطق درگیر در این بیماری زیاد باشند، یا درگیری منتشر باشد، یا مژه‌ها و ابروها درگیر باشند، و همچنین اگر با حساسیت همراه باشد و… وخامت این بیماری بیشتر خواهد داشت.

## طاسی کامل

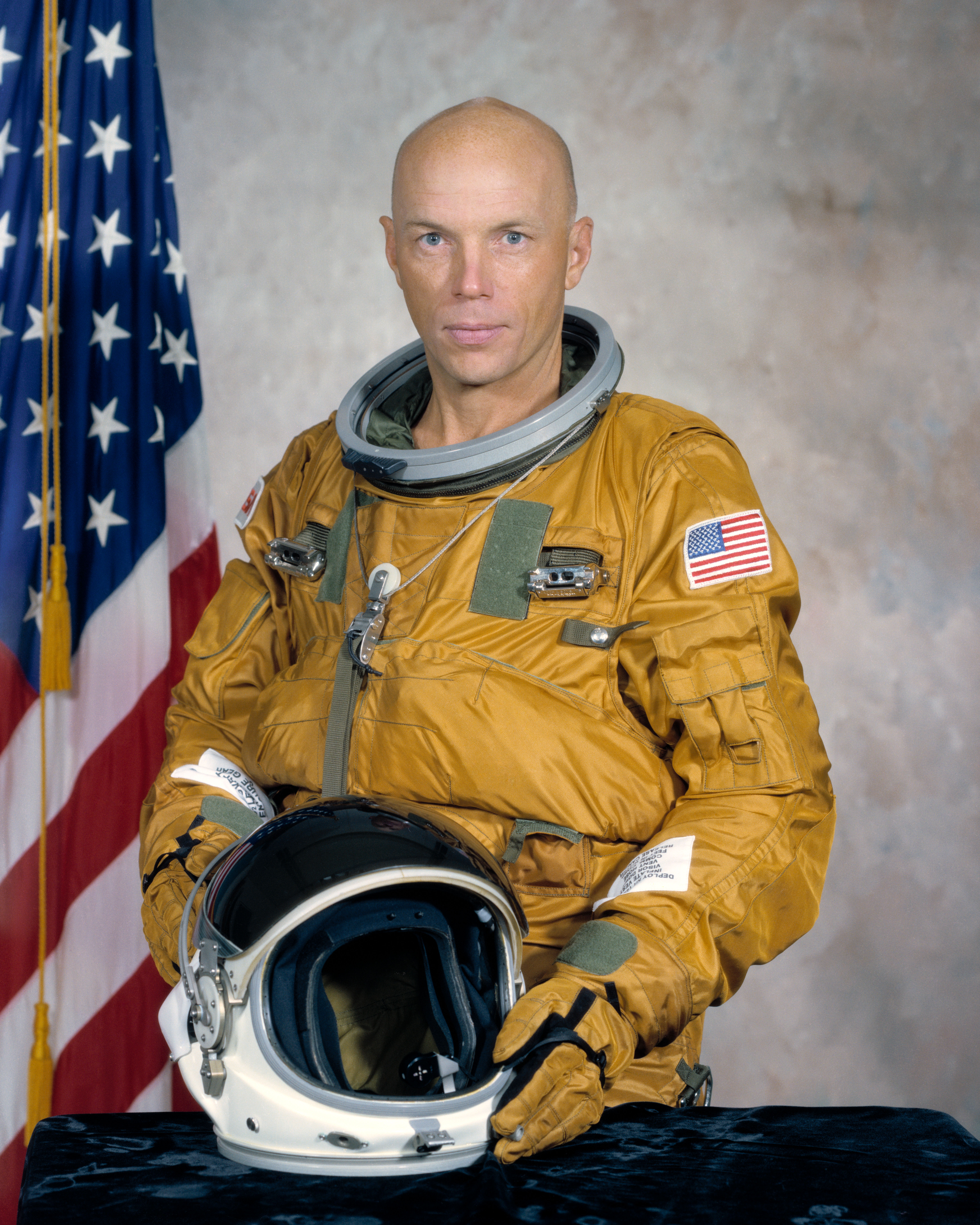
استوری ماسگریو

طاسی کامل یا آلوپسی توتالیس به ریزش تمام موی سر گفته می‌شود. این بیماری دارای دوره‌های رشد و ریزش مو می‌باشد، هرچند که پروگنوز یا پیش آگهی رشد طولانی مدت مو در آن ضعیف است.
استفاده از کلاه گیس در بیماری آلوپسی توتال و یونیورسال امری عادی و لازم می‌باشد. استفاده از آن سبب می‌گردد درصد زیادی از اطرافیان فرد پی به بیماری فرد نبرند.

## طاسی سرتاسری
طاسی سرتاسری یا آلوپسی یونیورسالیس به ریزش تمام موی بدن گفته می‌شود که بسیار نادر است.

## راه‌های درمان طاسی

### تراکاشت مو
کاشت مو به تکنیک جراحی گفته می‌شود که در آن ریشه‌های مو، تک تک از ناحیه اهداکننده به ناحیه در حال ریزش یا خالی از مو برده می‌شوند.
استفاده از پپتایدهایی مانند استیل تترا پپتاید ۳ و بیوتینیل تری پپتاید ۱ نیز در درمان ریزش مو استفاده می شود.